# Assassinio sul palcoscenico
Assassinio sul palcoscenico (Murder Most Foul) è un film del 1964 diretto da George Pollock, terzo capitolo di una serie inglese di quattro film su Miss Marple interpretati da Margaret Rutherford. Il film è tratto dal romanzo di Agatha Christie Fermate il boia; nel romanzo il protagonista è Hercule Poirot e non Miss Marple, cosa già avvenuta nel secondo film, Assassinio al galoppatoio. Nel film cambiano molti personaggi e le loro azioni.

## Trama
Un giovane, sotto accusa per l'omicidio di una ex attrice di teatro che gli affittava una camera, viene giudicato in un processo e Miss Marple, che fa parte della giuria e lo ritiene innocente, si oppone agli altri giurati facendo così venir meno l'unanimità richiesta per il verdetto di condanna. Il processo dovrà perciò essere rifatto. Convinta che il vero colpevole si nasconda tra i membri di una compagnia teatrale (la stessa cui apparteneva la donna assassinata), Miss Marple, facendosi credere un'anziana attrice, ottiene una scrittura e inizia le sue indagini.

## Produzione
Il film fu prodotto dalla Lawrence P. Bachmann Productions e dalla Metro-Goldwyn-Mayer British Studios.
Il titolo originale in lingua inglese, Murder Most Foul, è una citazione dell'Amleto di William Shakespeare (Atto I, Scena V, 27-28): lo Spettro di suo padre chiede ad Amleto di vendicare la sua uccisione (ritenuta fino a quel momento morte naturale) e all'incredula domanda del figlio «Uccisione?» («Murder?») esso conferma «Uccisione inumana, scellerata, contro natura.» («Murder most foul as in the best it is/But this most foul, strange and unnatural.»)
Per poter entrare a far parte della compagnia teatrale su cui vuole indagare, miss Marple si presenta a un provino dove recita la poesia The Shooting of Dan McGrew di Robert William Service

## Distribuzione
Distribuito dalla Metro-Goldwyn-Mayer (MGM), uscì nelle sale britanniche nel marzo 1964. Negli Stati Uniti, venne distribuito nel settembre 1964.

## Accoglienza
Il film ha ricevuto il 72% di giudizi positivi da parte del pubblico sul portale di film e recensioni Rotten Tomatoes, pari a 3,8/5 punti; mentre sul database di informazioni sul cinema IMDb ottiene un giudizio di 7,2/10 punti basato su 3990 voti.

## Colonna sonora
La musica dei titoli di testa è la stessa nella serie di quattro film dedicati a Miss Marple negli anni '60 e interpretati dall'attrice Margaret Rutherford; è stato creato dal compositore britannico Ron Goodwin.